# Meranoplus magrettii
Meranoplus magrettii  (лат.) — вид муравьёв трибы Meranoplini из подсемейства Myrmicinae (Formicidae).

## Распространение
Афротропика. Саванны и открытые леса восточной и южной Африки (Гана, Судан, Уганда, Кения, Танзания, Ботсвана, Зимбабве, ЮАР).

## Описание
Длина рабочих муравьёв 2,8—4,3 мм, длина головы 0,72—1,00 мм (ширина 0,64—0,94 мм). Мандибулы вооружены 4 зубцами. Постпетиоль в профиль широкий, узловидный. Окраска коричневая (брюшко темнее). Стебелёк между грудкой и брюшком состоит из двух члеников: петиолюса и постпетиолюса (последний четко отделен от брюшка), жало развито, куколки голые (без кокона).